# كزافييه كارتر
كزافييه كارتر (بالإنجليزية: Xavier Carter)‏ هو منافس ألعاب قوى أمريكي، ولد في 8 ديسمبر 1985 في بالم باي في الولايات المتحدة.

## وصلات خارجية
- كزافييه كارتر على موقع الاتحاد الدولي لألعاب القوى (الإنجليزية)
- كزافييه كارتر على موقع الاتحاد الأمريكي لسباقات المضمار والميدان (الإنجليزية)
- كزافييه كارتر على موقع الدوري الماسي (الإنجليزية)